# Синежупанники (посёлок)
Синежупанники (укр. Синьожупанники, до 2016 года — Петровское, укр. Петровське) — посёлок, входит в Шаргородский район Винницкой области Украины. Посёлок сменил название в ходе декоммунизации.
Население по переписи 2001 года составляло 83 человека. Почтовый индекс — 23552. Телефонный код — 04344. Занимает площадь 0,034 км². Код КОАТУУ — 525380802.

## Местный совет
Почтовый адрес местного совета: улица Первомайская, дом № 1, село Голынчинцы, Шаргородский район, Винницкая область, 23552, № телефона — 2-44-44.